# Wandsworth Park
Wandsworth Park är en park i Storbritannien.   Den ligger i grevskapet Greater London och riksdelen England, i den södra delen av landet, i huvudstaden London. Wandsworth Park ligger 12 meter över havet.
Terrängen runt Wandsworth Park är platt. Runt Wandsworth Park är det mycket tätbefolkat, med 8 342 invånare per kvadratkilometer. Närmaste större samhälle är City of London, 9,6 km nordost om Wandsworth Park. Runt Wandsworth Park är det i huvudsak tätbebyggt.